# Regionaler Naturpark Haute Vallée de Chevreuse

Logo des Parks

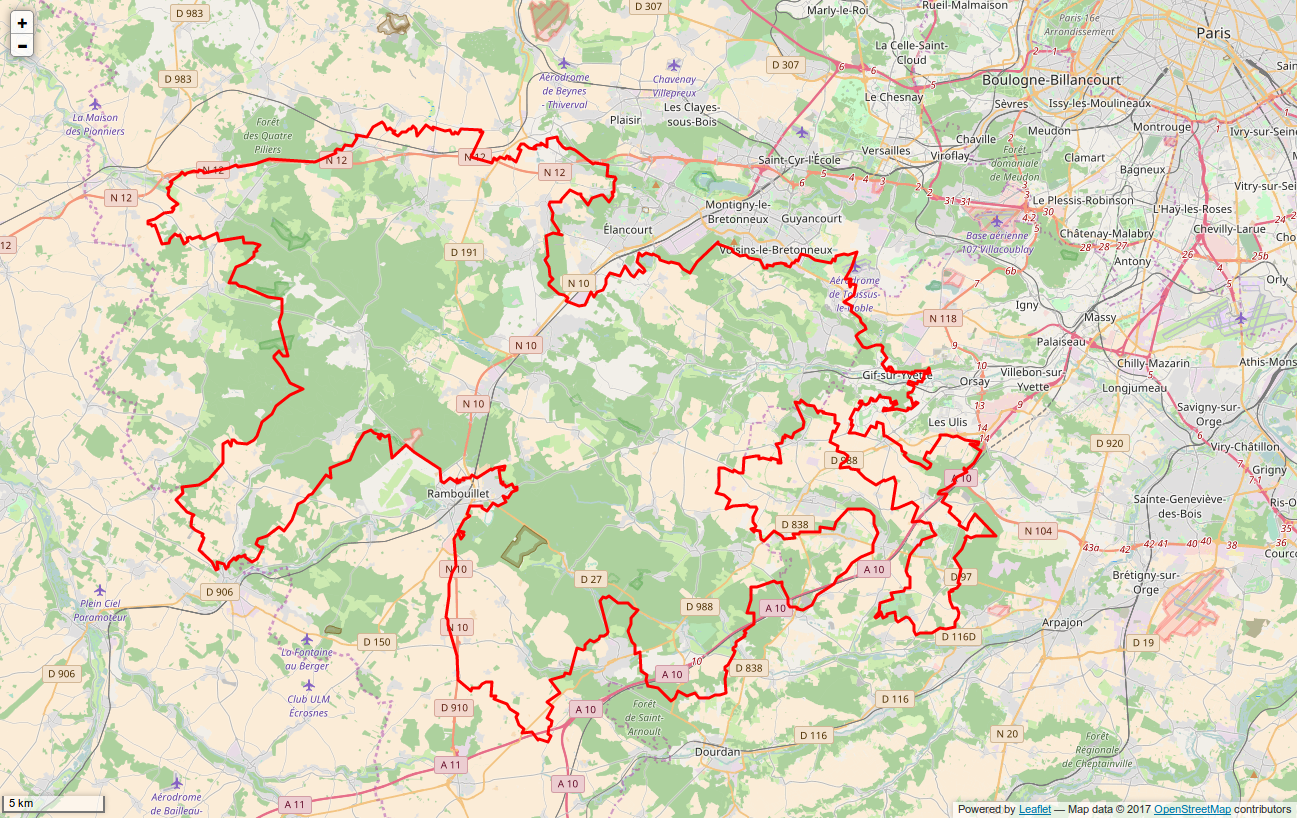
Lage des Parks

Der Regionale Naturpark Haute Vallée de Chevreuse (frz. Parc naturel régional de la Haute Vallée de Chevreuse) liegt in den französischen Départements Yvelines und Essonne in der Region Île-de-France.
Der Park erstreckt sich etwa zwischen den Orten
- Plaisir im Norden,
- Bures-sur-Yvette im Osten,
- Saint-Arnoult-en-Yvelines und Rambouillet im Süden sowie
- Houdan im Westen.

## Parkverwaltung

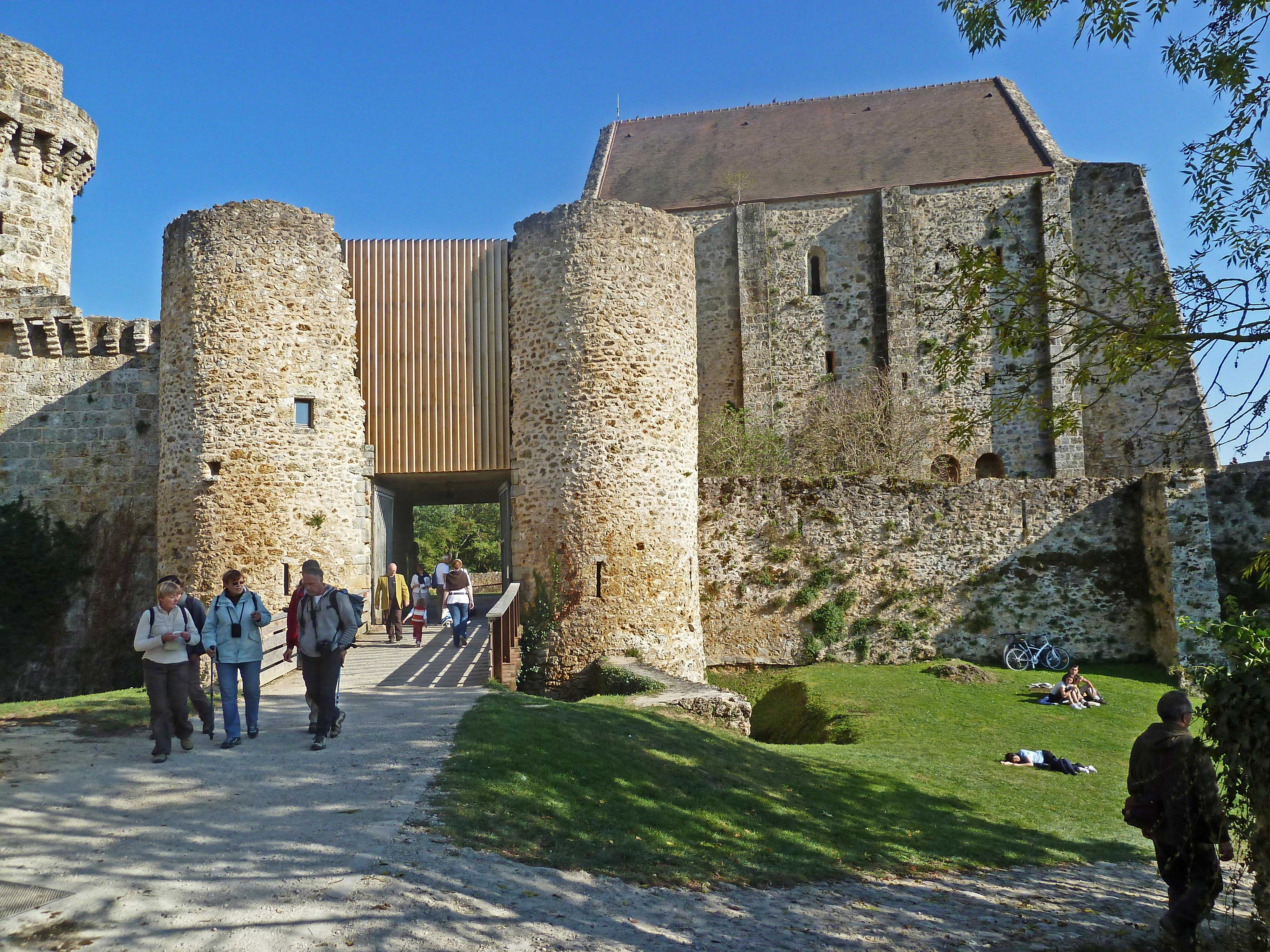
Eingang zum Maison du Parc in Chevreuse

Die Gründung des Naturparks erfolgte am 11. Dezember 1985 und umfasst heute eine Fläche von rund 63.000 Hektar. Die Parkverwaltung mit dem „Maison du Parc“ hat ihren Sitz im Château de la Madeleine in Chevreuse (48° 42′ 38″ N, 2° 2′ 31″ O). 51 Gemeinden (Stand 1. Januar 2018) mit einem Einzugsgebiet von etwa 115.000 Bewohnern bilden den Park, weitere außerhalb liegende Gemeinden sind als "Zugangsorte" mit dem Naturpark assoziiert.

## Größere Orte im Park

### Im Département Yvelines
- Chevreuse
- Le Mesnil-Saint-Denis
- Le Perray-en-Yvelines
- Les Essarts-le-Roi
- Magny-les-Hameaux
- Rambouillet
- Saint-Rémy-lès-Chevreuse

### Im Département Essonne
- Gif-sur-Yvette

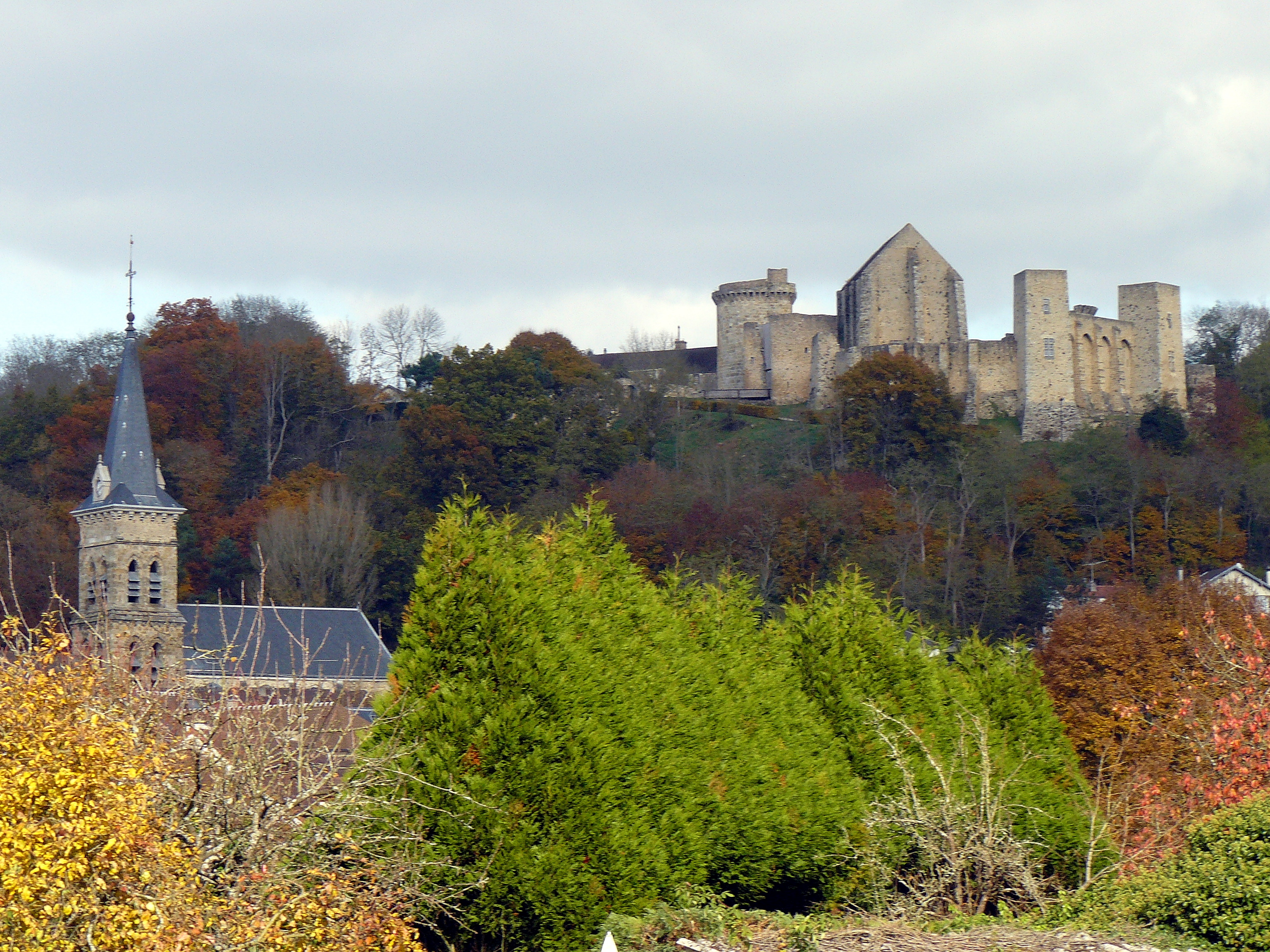
Ortsansicht von Chevreuse
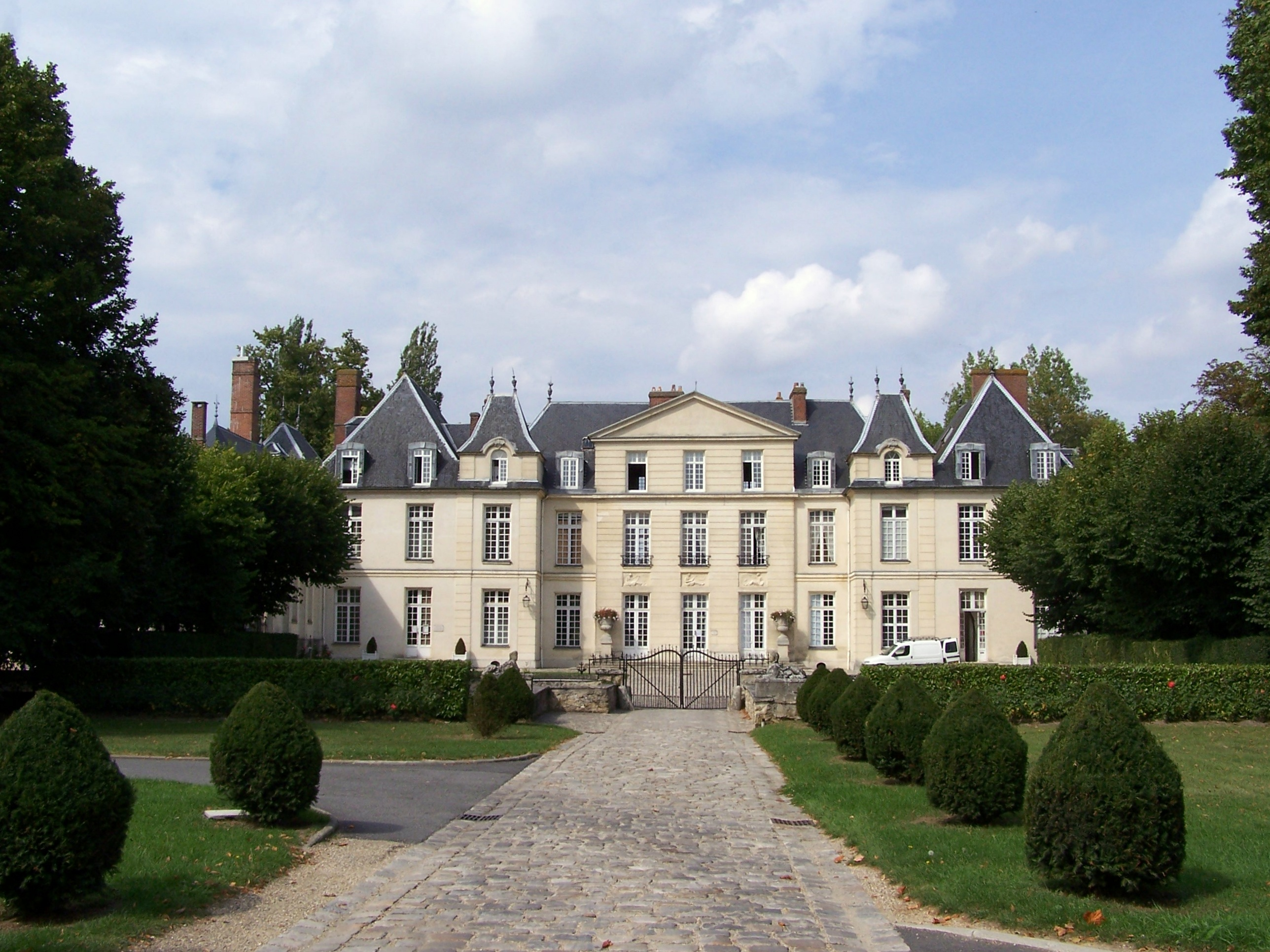
Rathaus von Le Mesnil-Saint-Denis
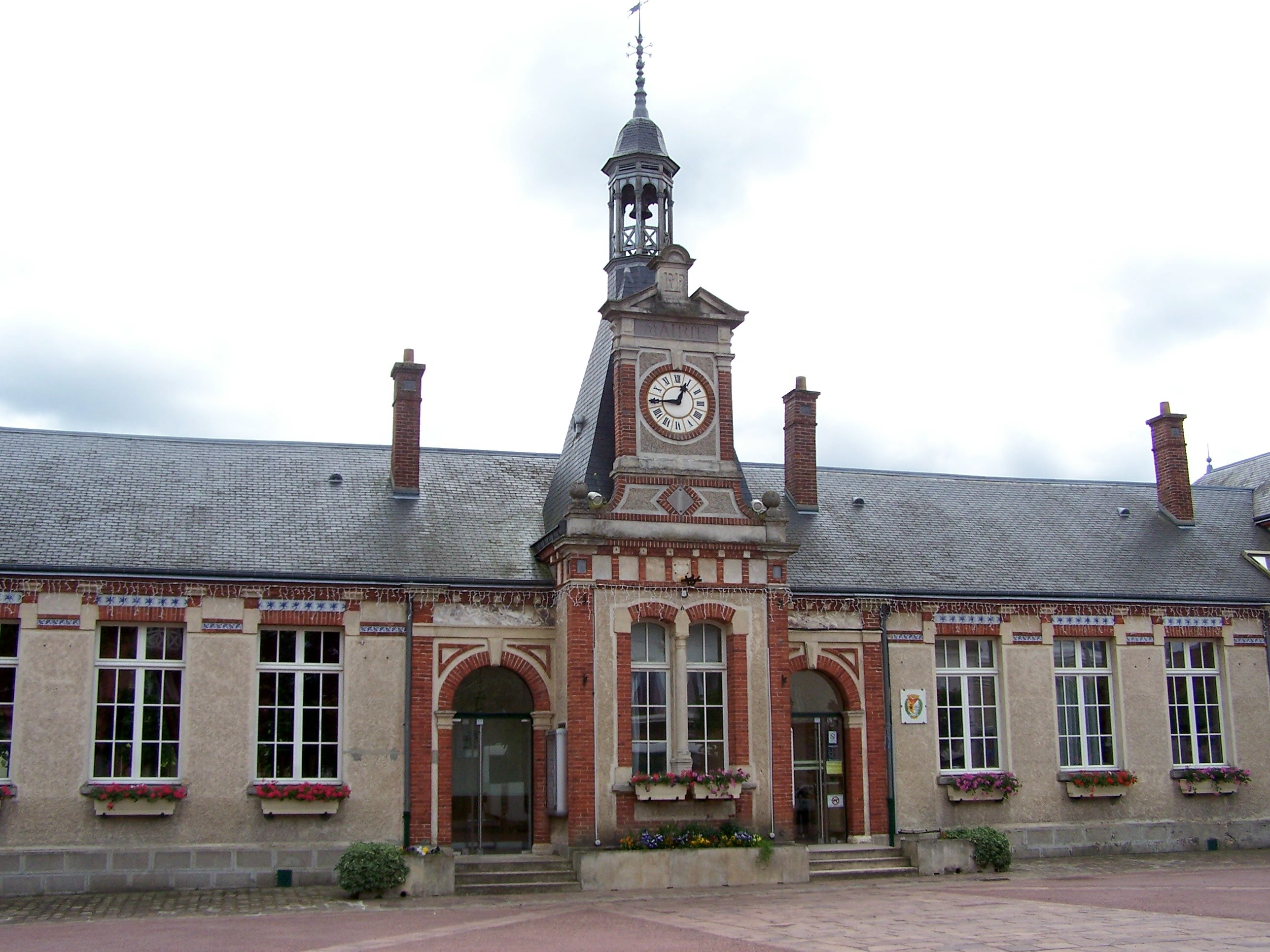
Rathaus von Le Perray-en-Yvelines
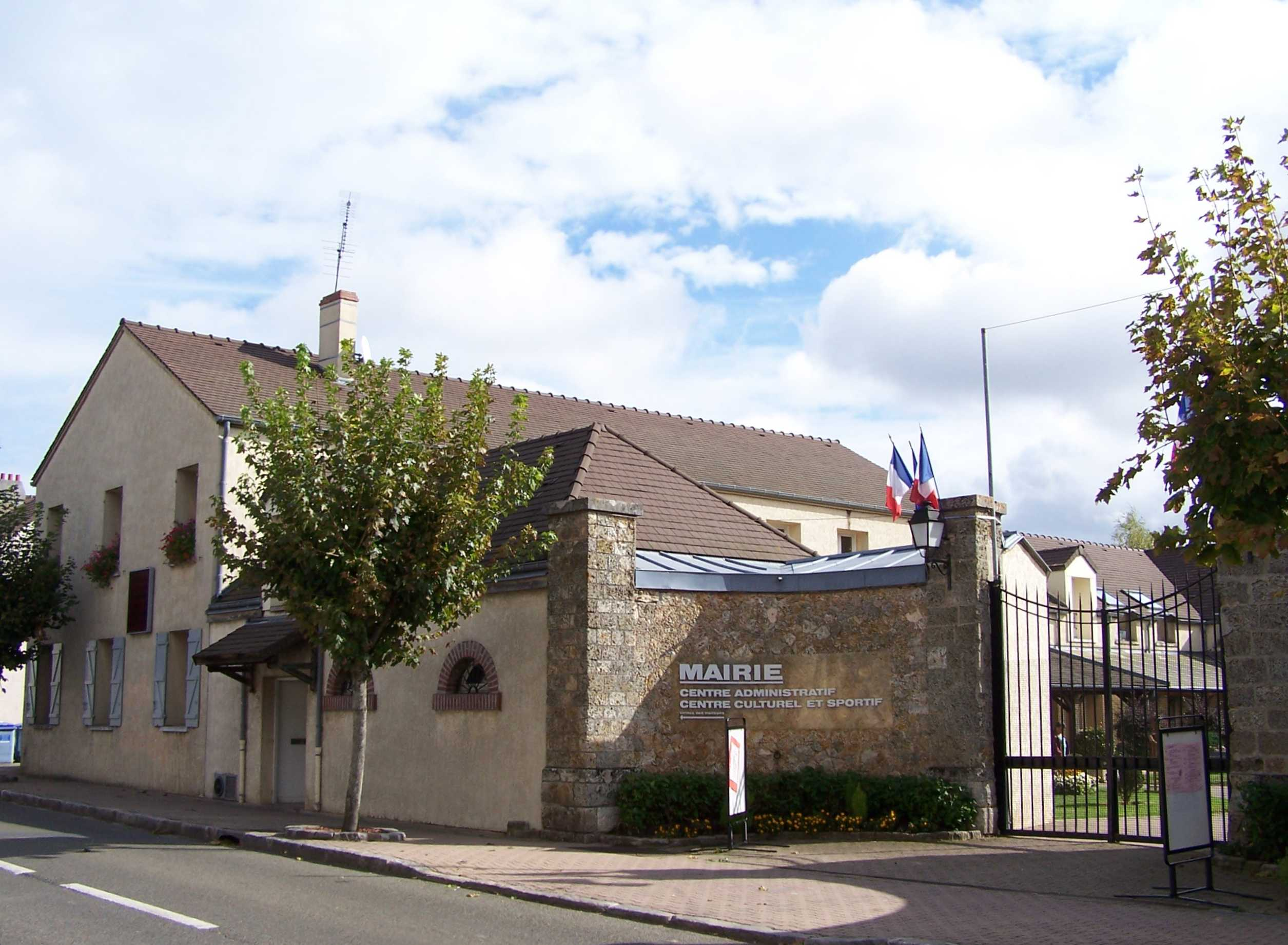
Rathaus von Les Essarts-le-Roi

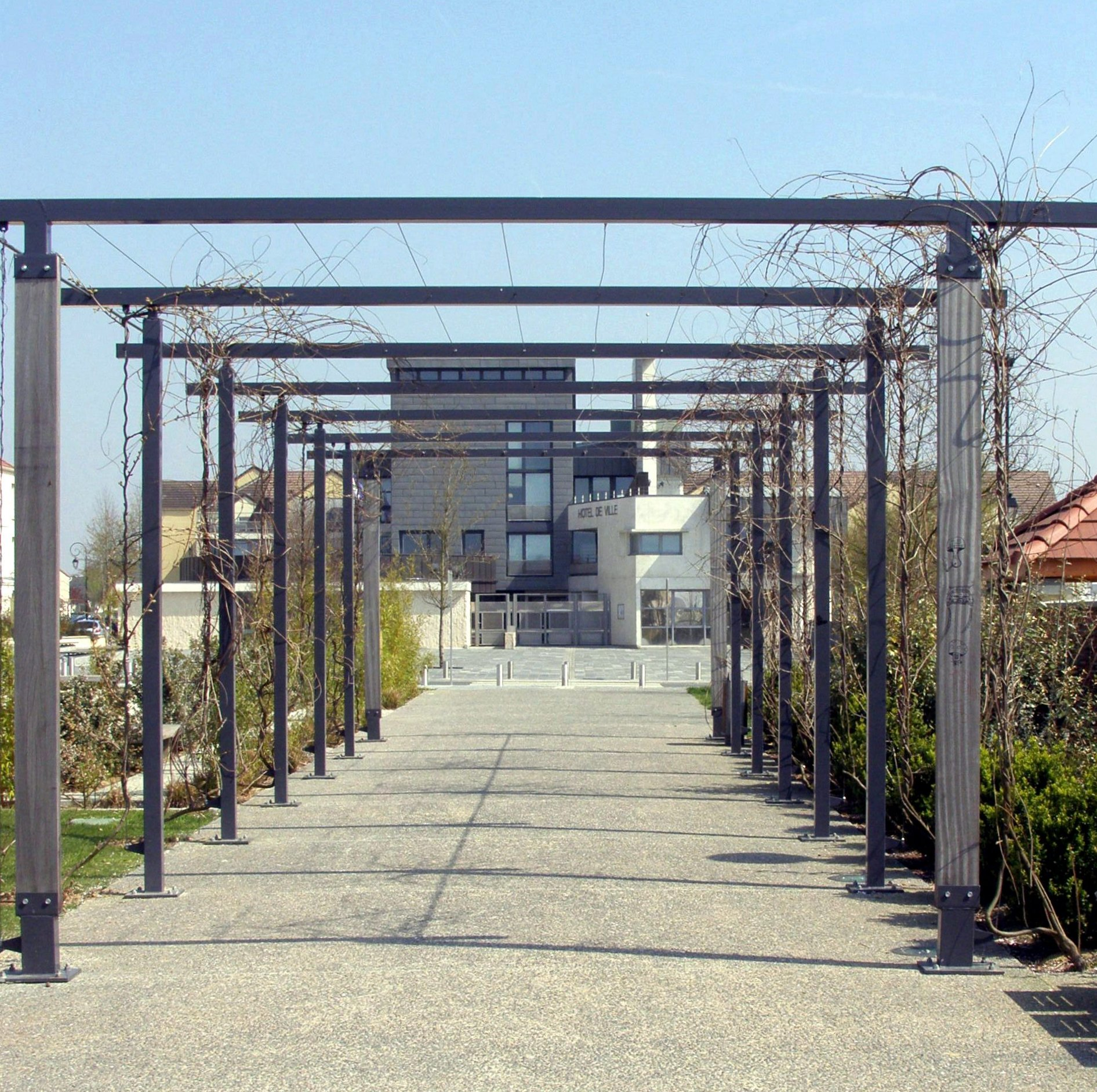
Rathaus von Magny-les-Hameaux
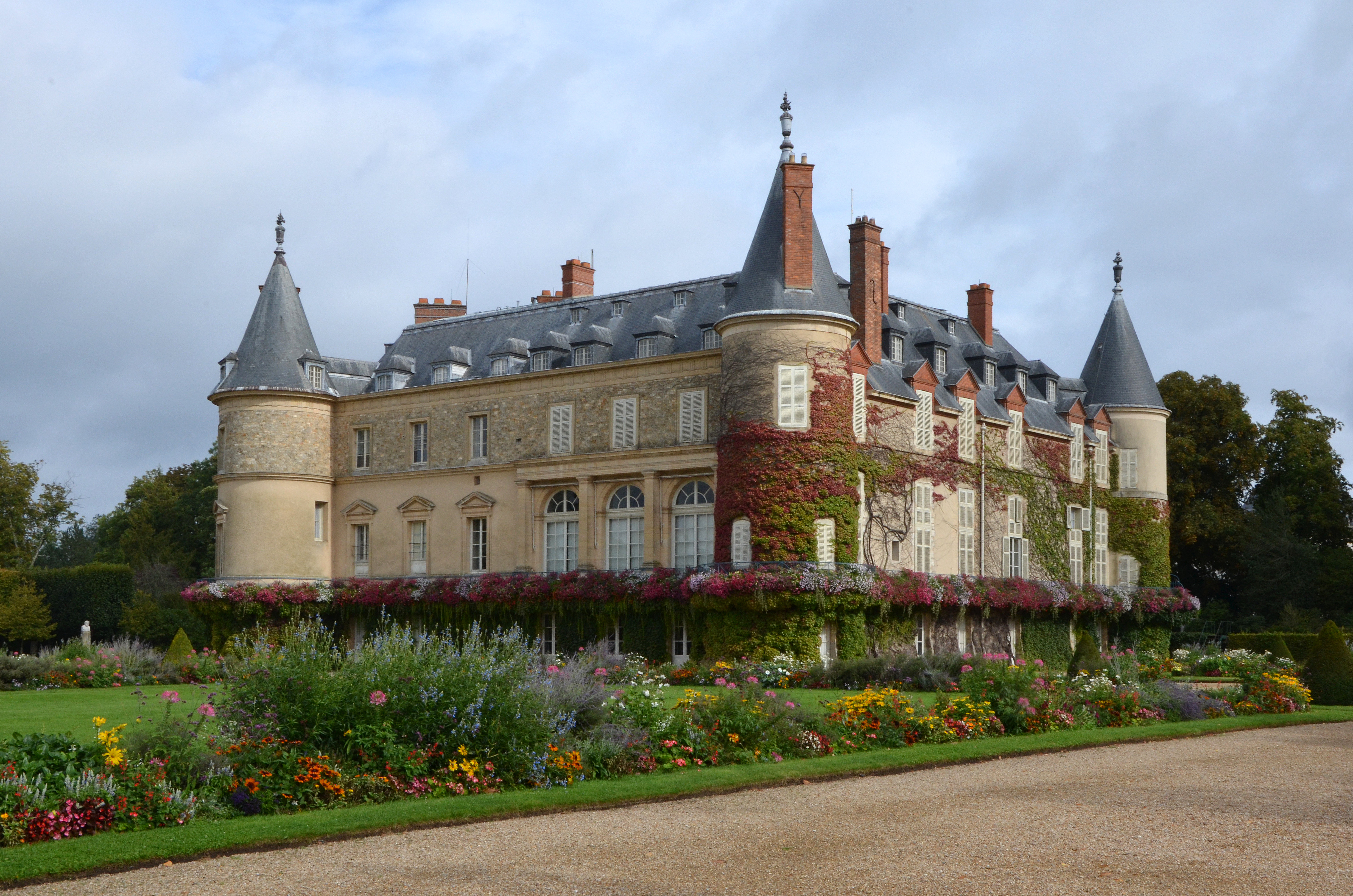
Schloss Rambouillet
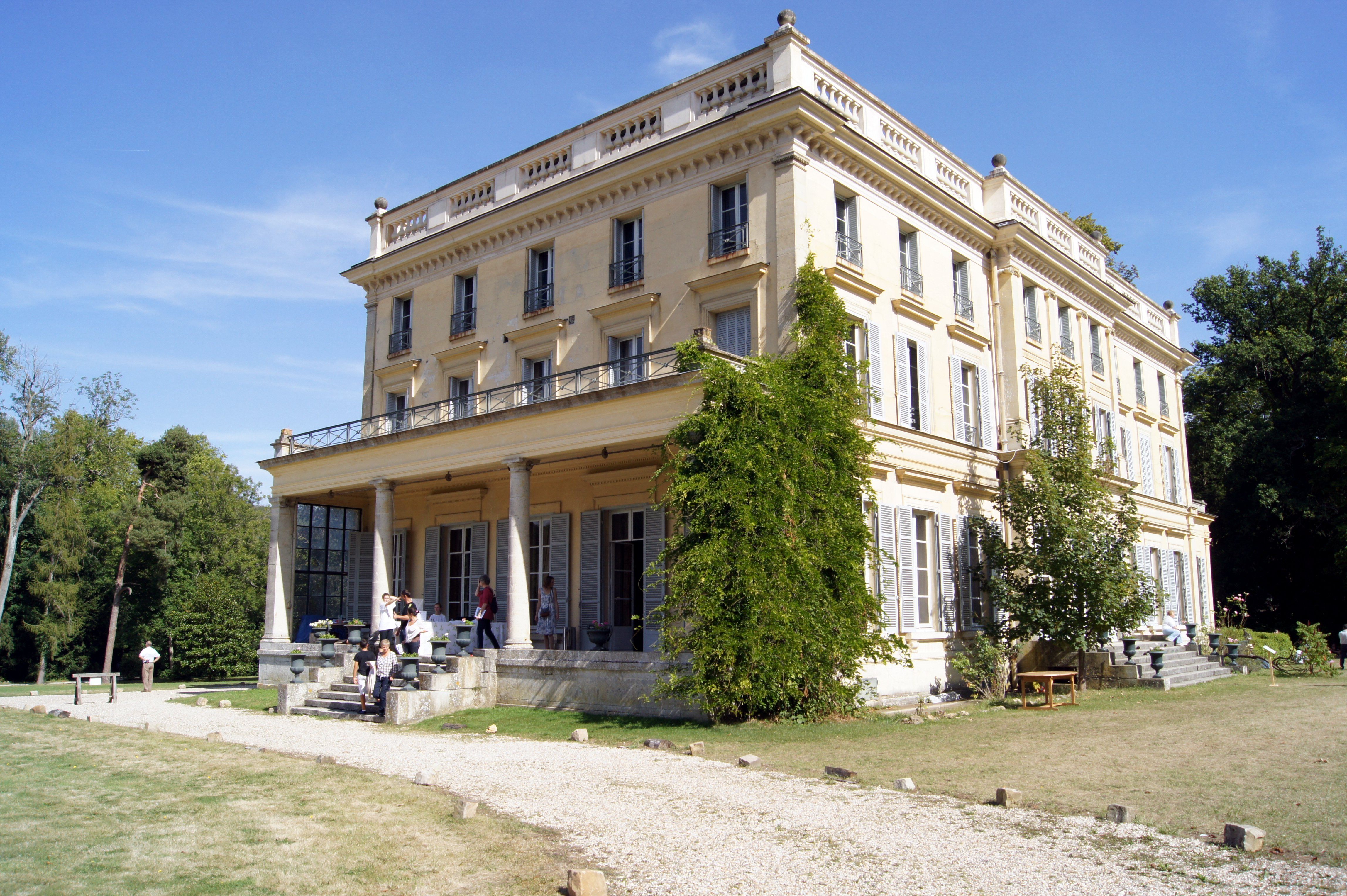
Schloss Vaugien in Saint-Rémy-lès-Chevreuse
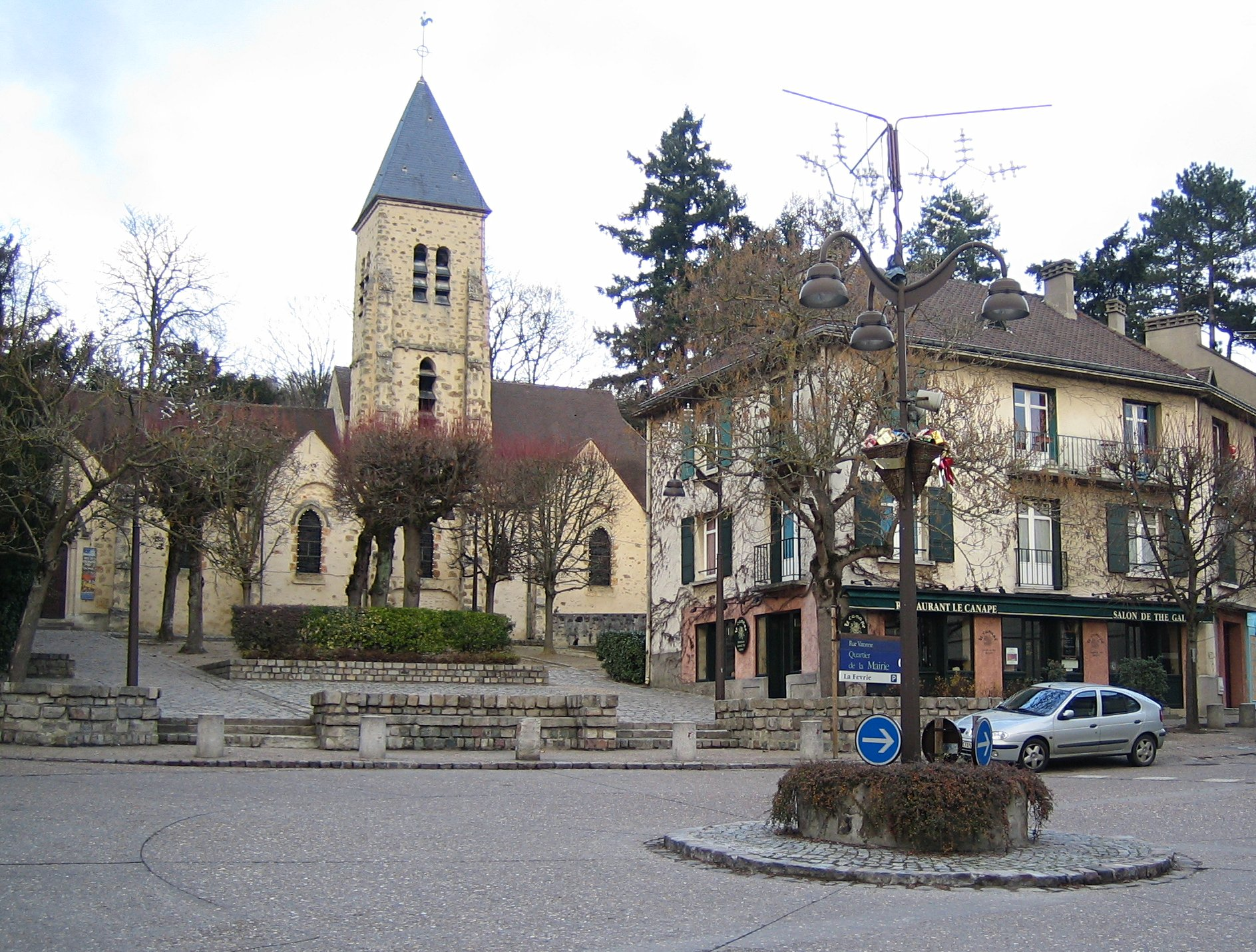
Kirchenplatz in Gif-sur-Yvette

## Landschaft
Dem Territorium des Naturparks ist mit einem bemerkenswerten historischen, architektonischen und ökologischen Erbe ausstatten. Kirchen, Abteien, Schlösser, Herrensitze, Wälder, Parks und Gärten bieten eine große Erlebnisvielfalt für die Besucher. Felder und Waldgebiete umgeben die Dörfer und bilden so eine kontrastreiche Landschaft. Die von den Flüssen tief eingeschnittenen Täler wechseln sich mit den landwirtschaftlich genutzten Ebenen und den bewaldeten Anhöhen ab. Die Erhaltung dieses Parks und seiner zerbrechlichen Infrastruktur wird erschwert durch seine relative Kleinheit und die Lage inmitten des Einzugsgebietes von Paris. Die dominierende Zielsetzung besteht daher darin, die fortschreitende Urbanisierung mit der Erhaltung der Umwelt und der ländlichen Bevölkerung in Einklang zu bringen.

### Größtes Waldgebiet
- Forêt du Rambouillet (ca. 20.000 ha)

### Flusstäler
- Einzugsgebiet der Seine, im Norden und Osten, mit den Zuflüssen
  - Remarde,
  - Yvette und
  - Mauldre.
- Einzugsgebiet der Eure, im Süden und Westen, mit den Zuflüssen
  - Drouette und
  - Vesgre.

### Galerie

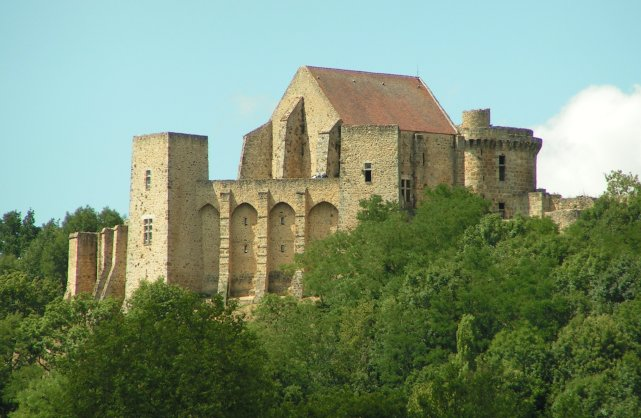
Château de la Madeleine in Chevreuse
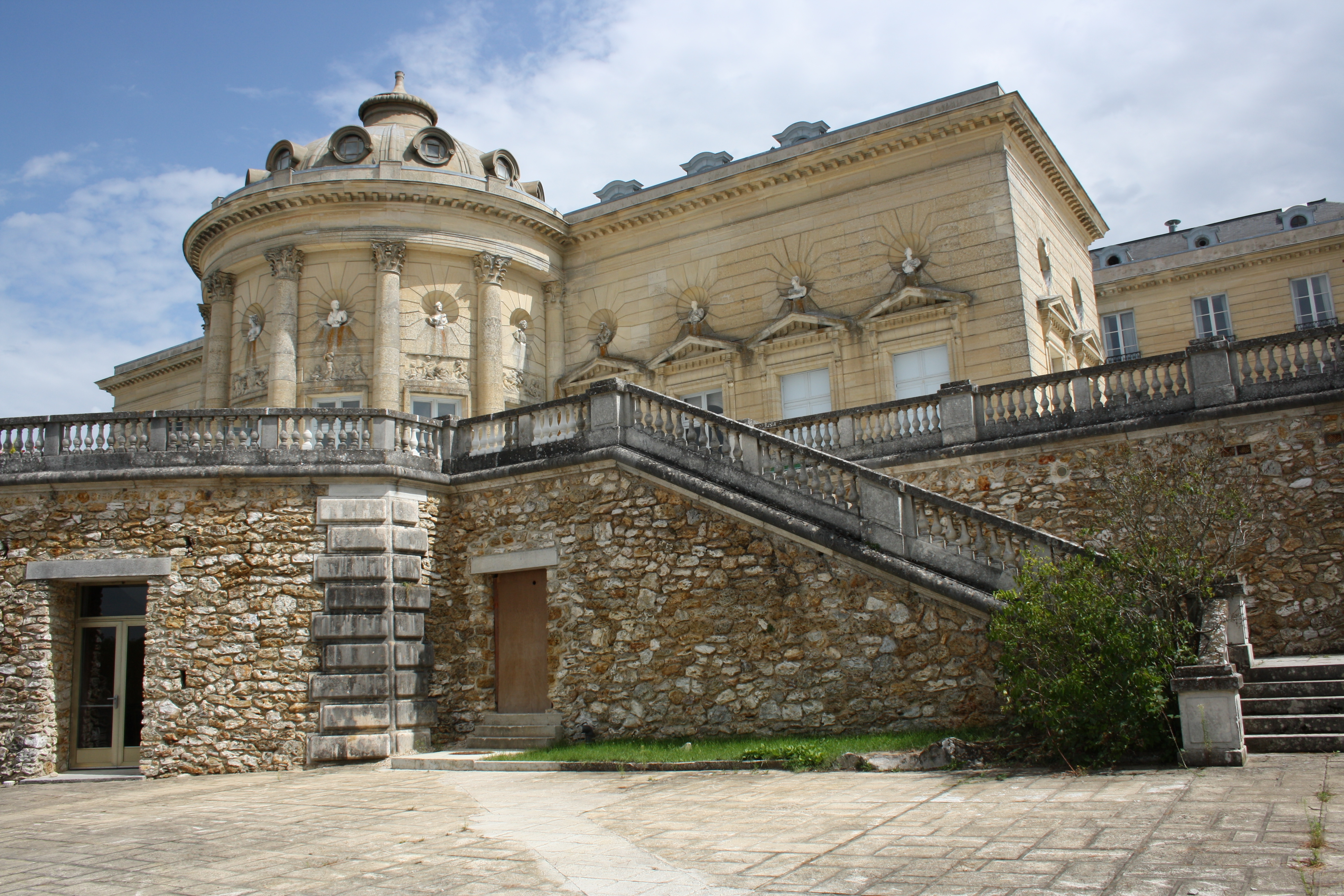
Château de Rochefort-en-Yvelines
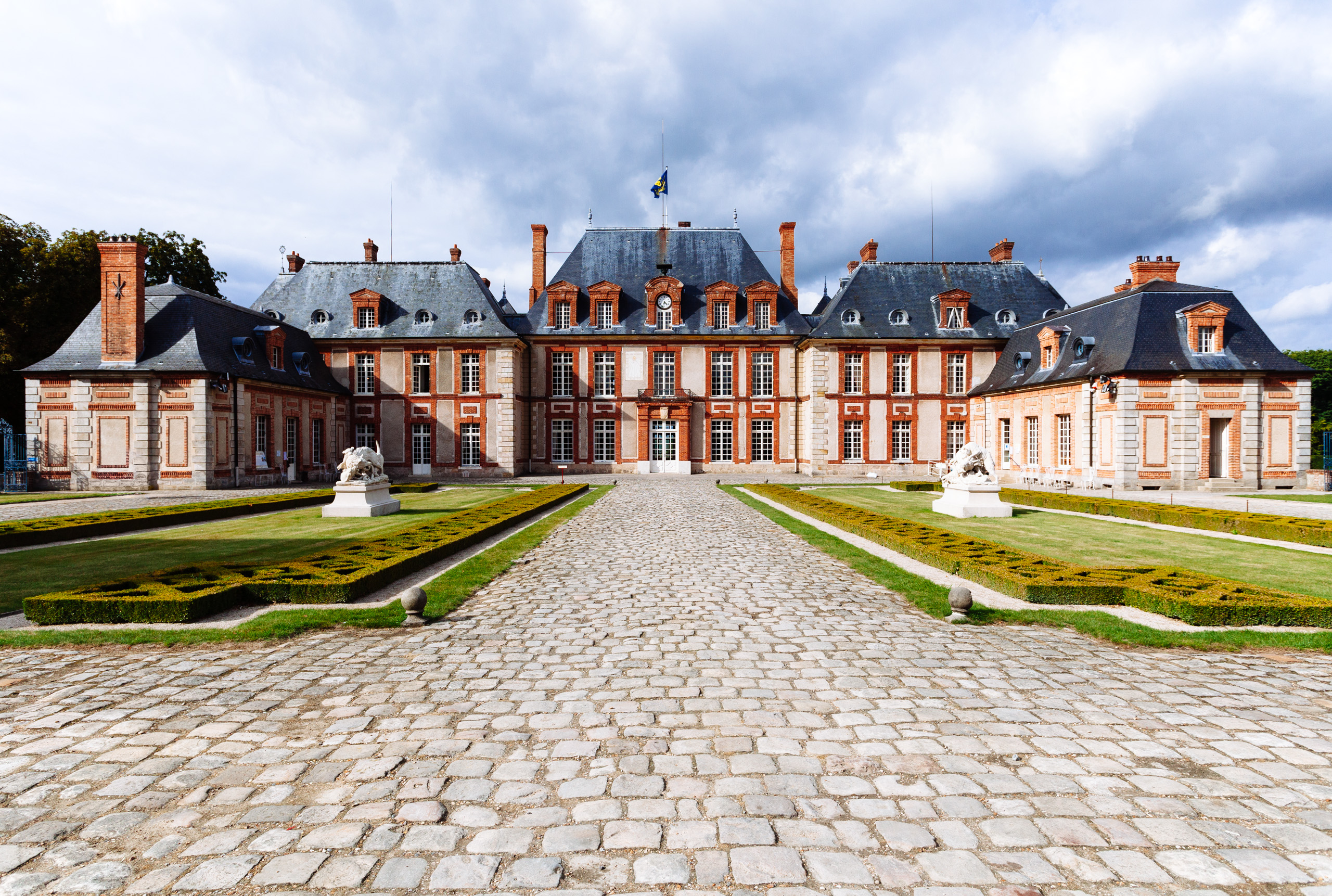
Château de Breteuil in Choisel
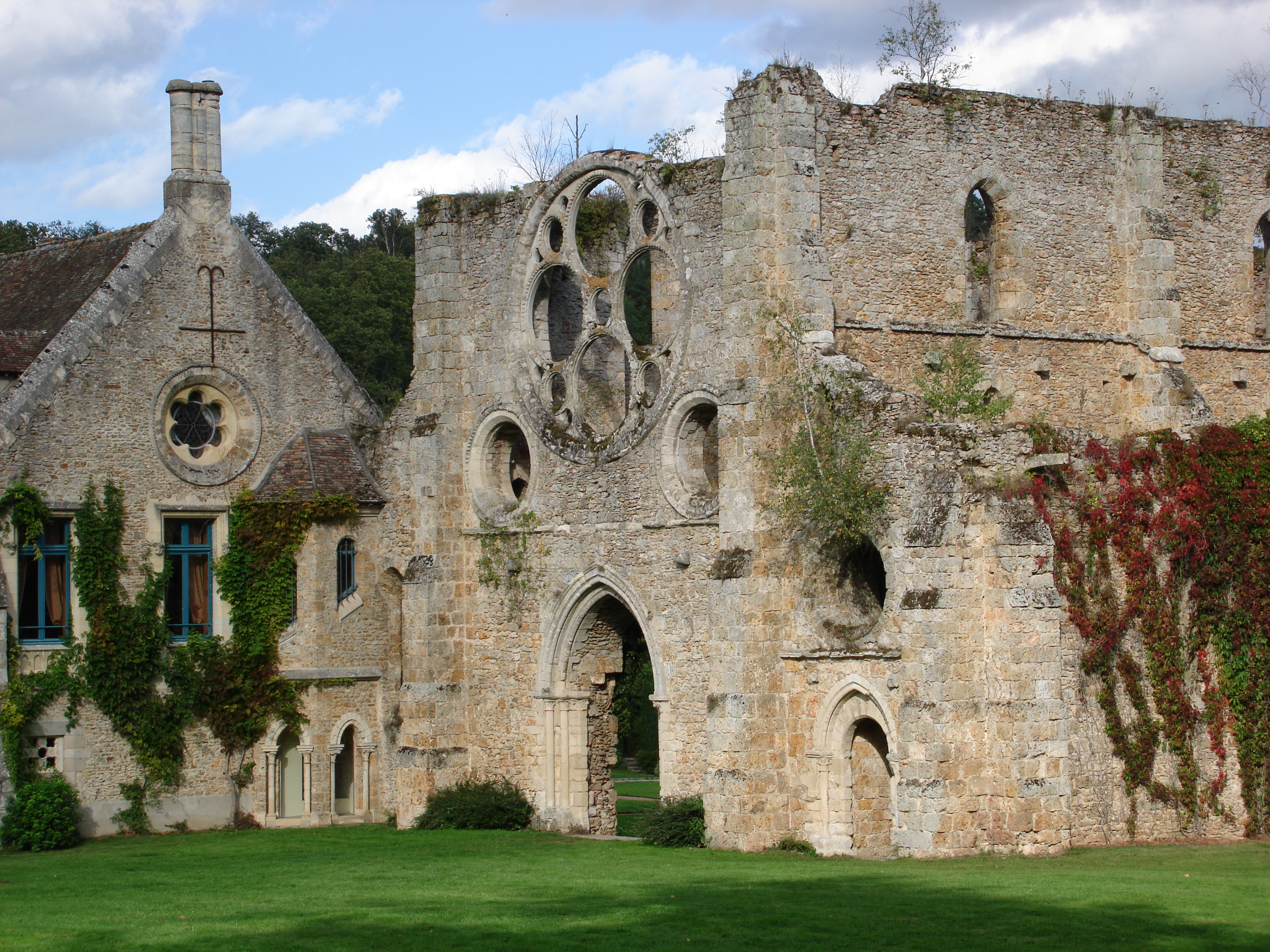
Abtei von Vaux-de-Cernay in Cernay-la-Ville
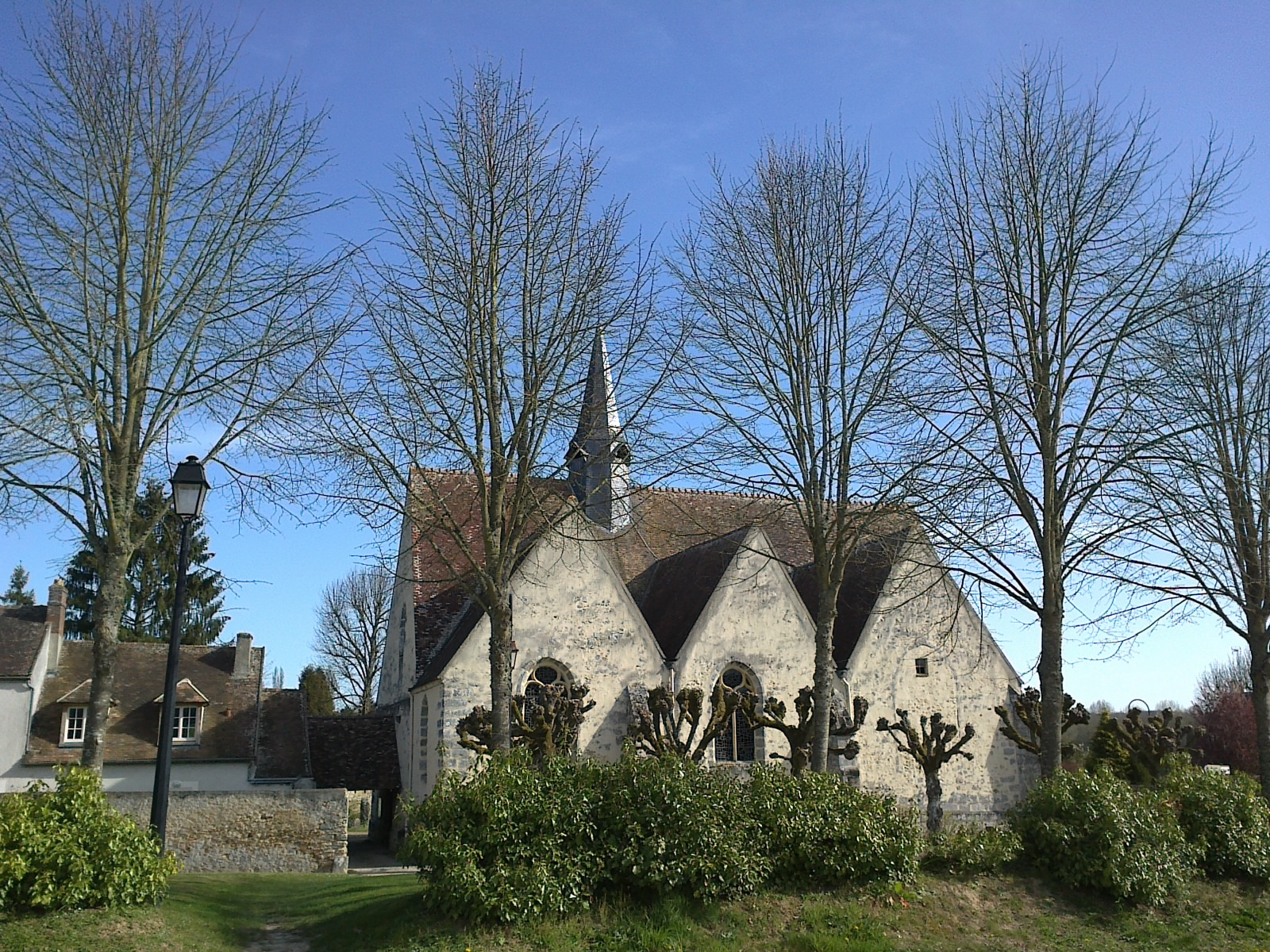
Kirche Saint-Germain in Hermeray
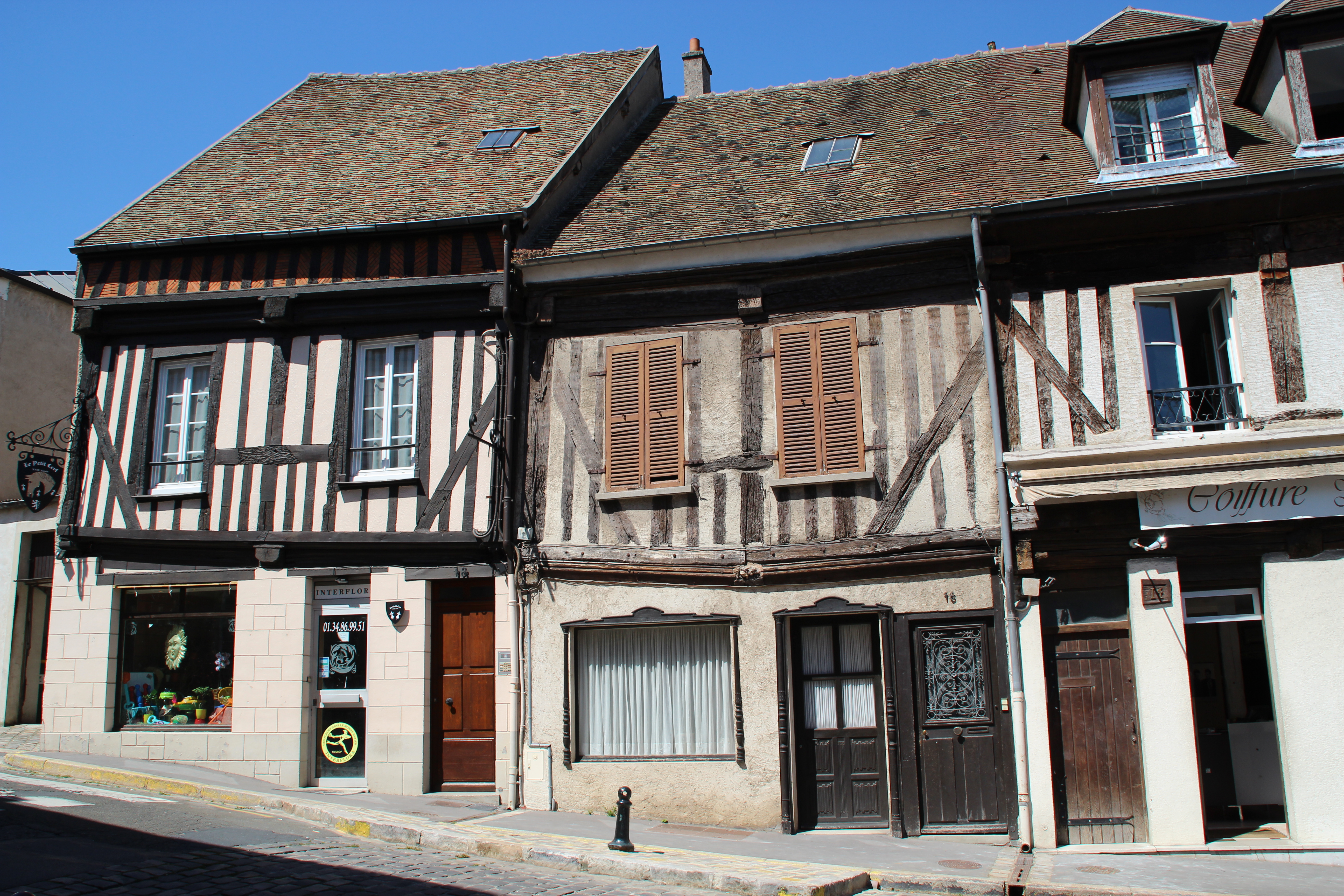
Alte Fachwerkhäuser in Montfort-l’Amaury
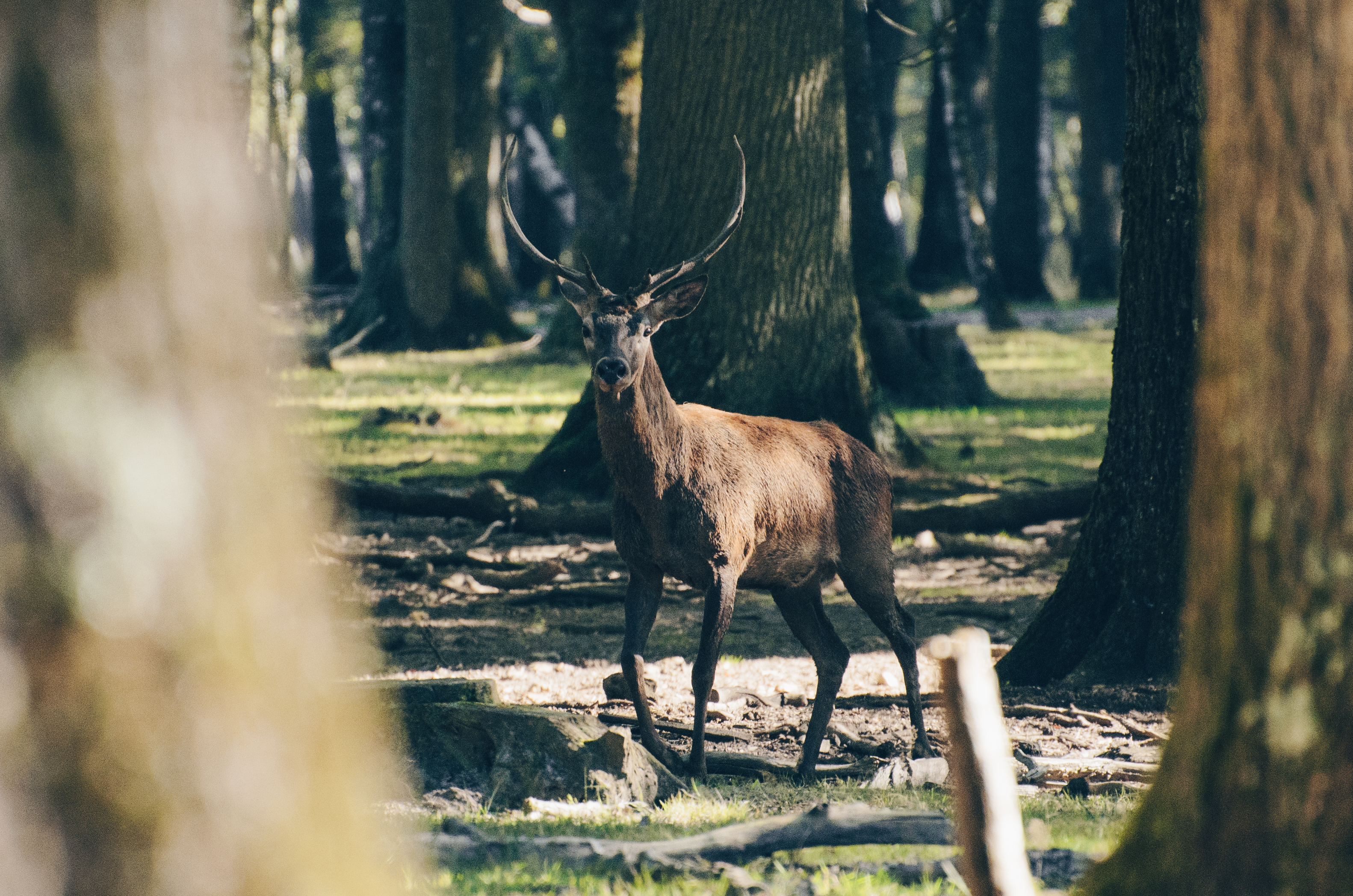
Im Wald von Rambouillet
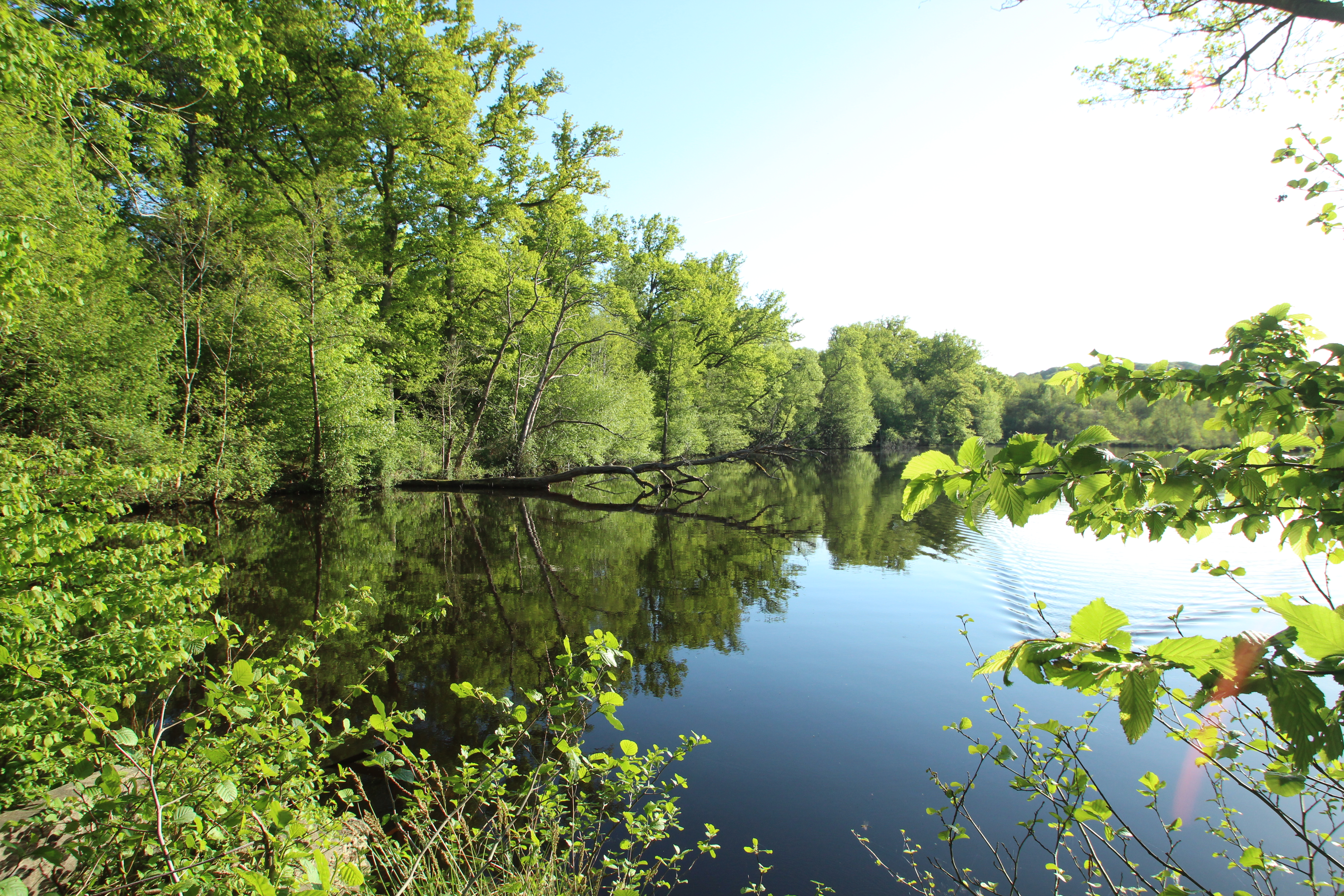
Étang des Vallées bei Auffargis
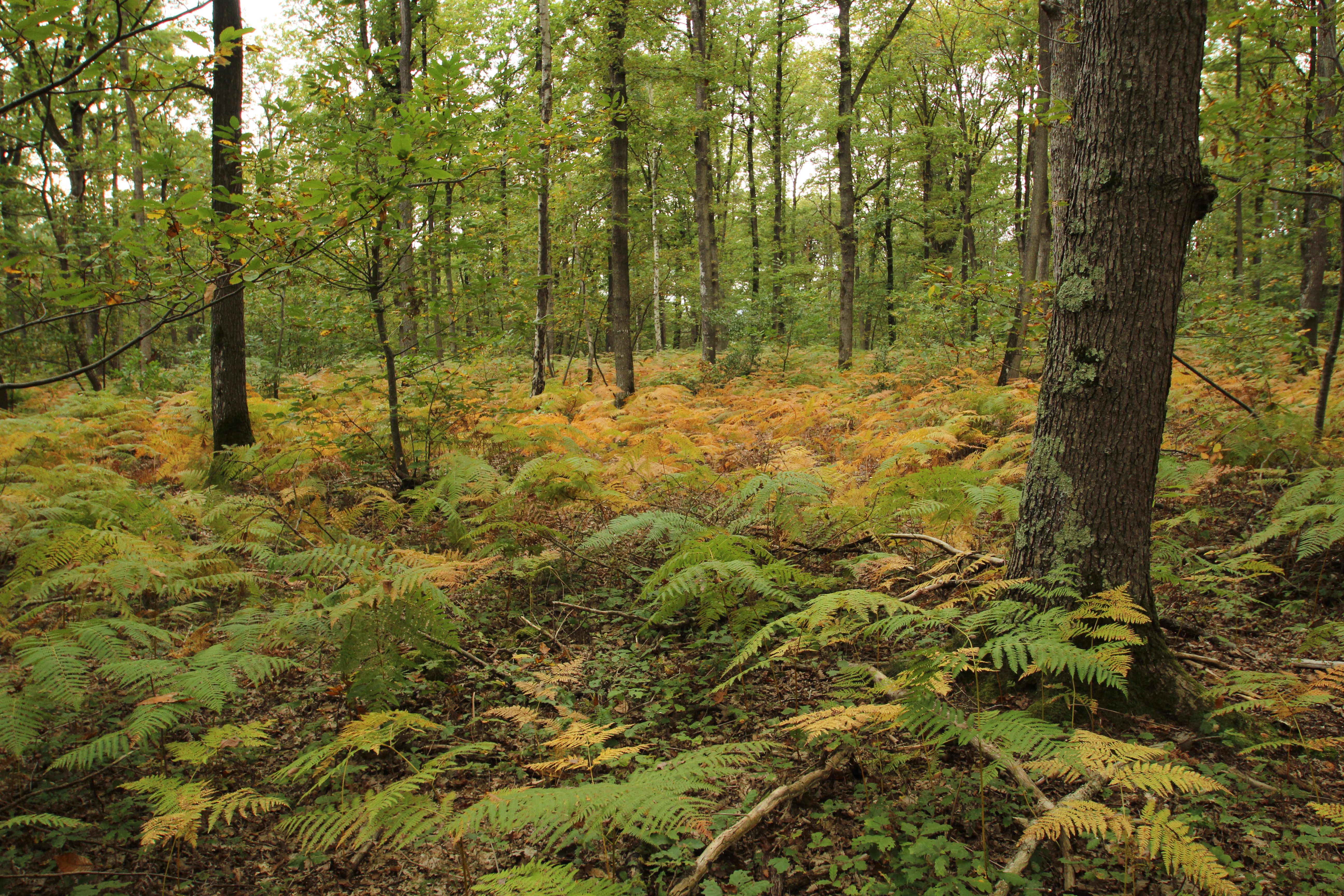
Wald von Méridon bei Chevreuse
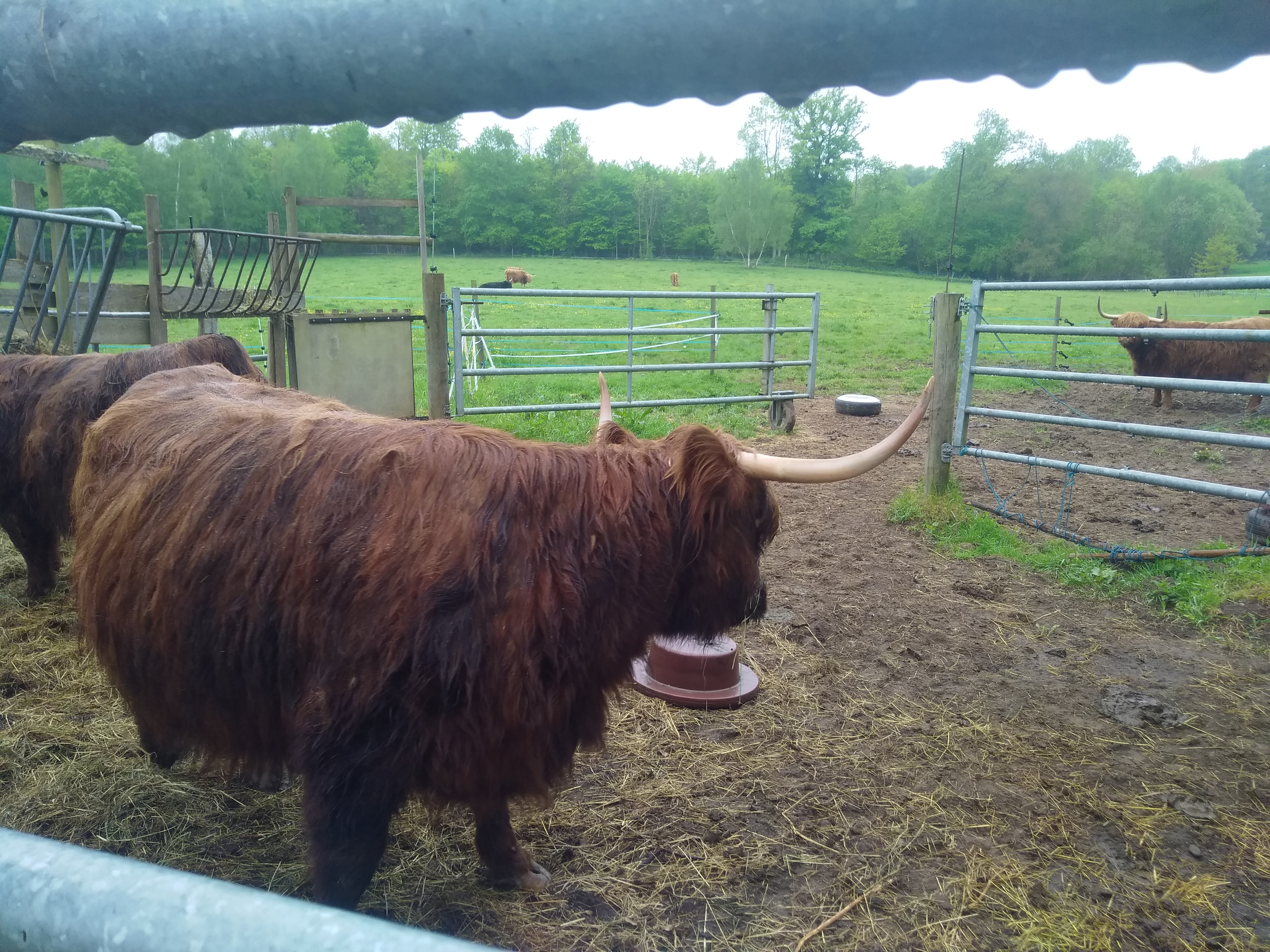
Hochlandrinder in Gambaiseuil
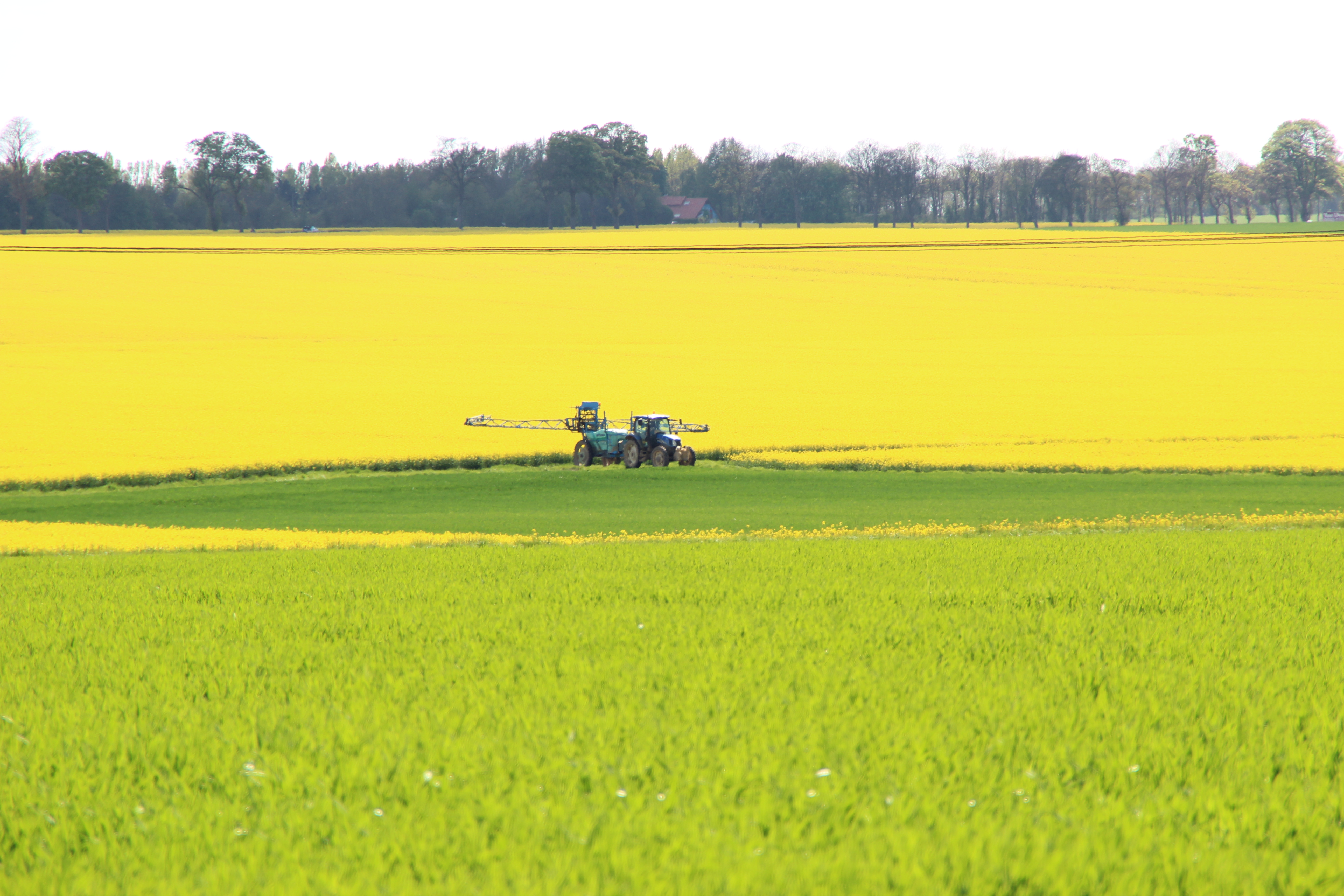
Landwirtschaft in Gometz-la-Ville
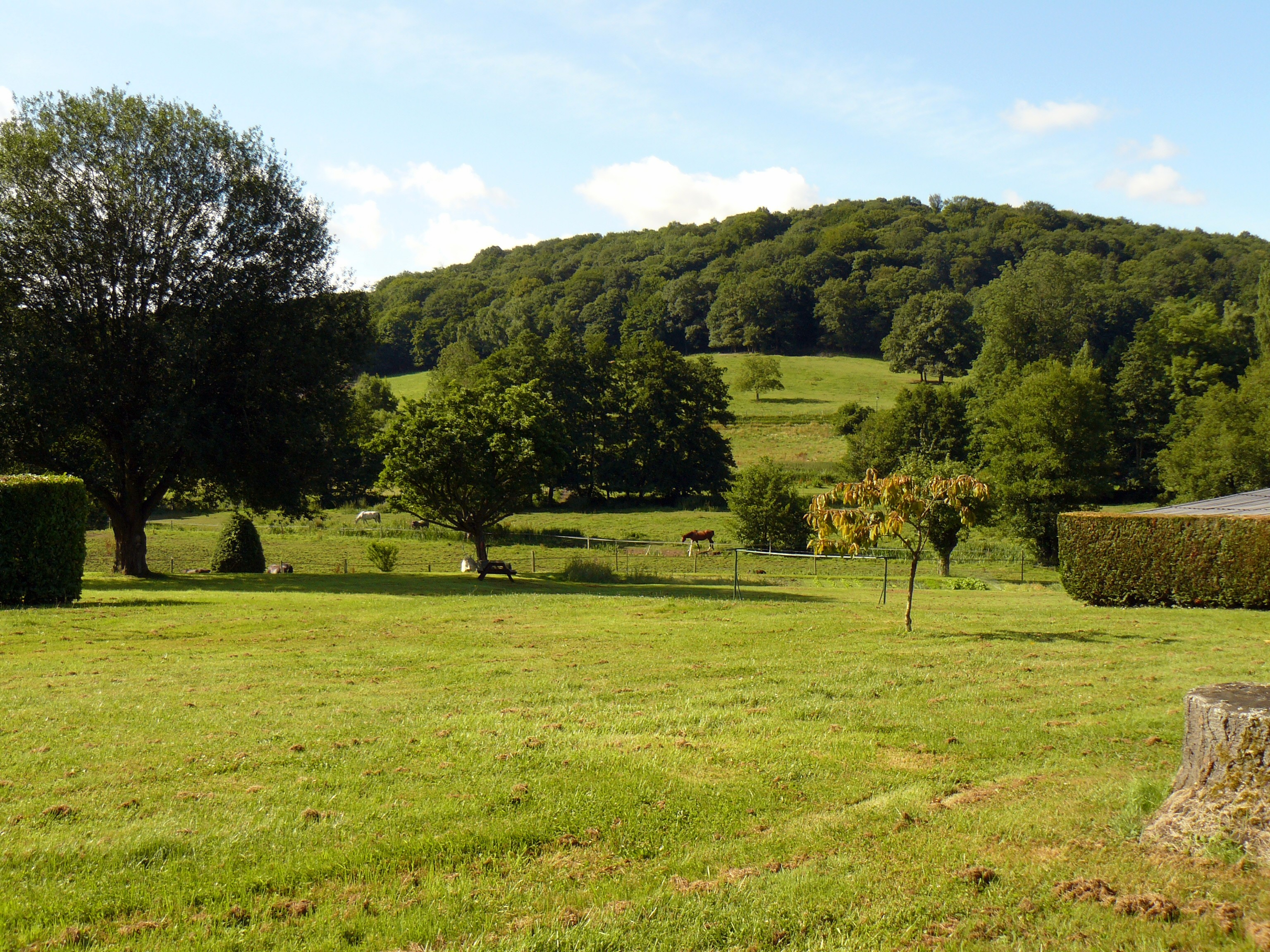
Im Tal des Rhodon bei Milon-la-Chapelle